# Malatavèrna
Malatavèrna (en francès Malataverne) és un municipi francès situat al departament de la Droma i a la regió d'Alvèrnia-Roine-Alps. L'any 2007 tenia 1.624 habitants.

## Demografia

### Població
El 2007 la població de fet de Malataverne era de 1.624 persones. Hi havia 584 famílies de les quals 100 eren unipersonals (52 homes vivint sols i 48 dones vivint soles), 200 parelles sense fills, 244 parelles amb fills i 40 famílies monoparentals amb fills.
La població ha evolucionat segons el següent gràfic:
Habitants censats

### Habitatges
El 2007 hi havia 650 habitatges, 596 eren l'habitatge principal de la família, 16 eren segones residències i 38 estaven desocupats. 612 eren cases i 28 eren apartaments. Dels 596 habitatges principals, 468 estaven ocupats pels seus propietaris, 101 estaven llogats i ocupats pels llogaters i 27 estaven cedits a títol gratuït; 5 tenien una cambra, 6 en tenien dues, 41 en tenien tres, 178 en tenien quatre i 366 en tenien cinc o més. 459 habitatges disposaven pel capbaix d'una plaça de pàrquing. A 200 habitatges hi havia un automòbil i a 382 n'hi havia dos o més.

### Piràmide de població
La piràmide de població per edats i sexe el 2009 era:
| Homes | Edats   | Dones |
| ----- | ------- | ----- |
| 0     | 95 o +  | 0     |
| 4     | 90 a 94 | 4     |
| 0     | 85 a 89 | 4     |
| 4     | 80 a 84 | 8     |
| 4     | 75 a 79 | 8     |
| 16    | 70 a 74 | 8     |
| 44    | 65 a 69 | 24    |
| 20    | 60 a 64 | 52    |
| 44    | 55 a 59 | 48    |
| 80    | 50 a 54 | 48    |
| 56    | 45 a 49 | 76    |
| 52    | 40 a 44 | 32    |
| 60    | 35 a 39 | 68    |
| 68    | 30 a 34 | 72    |
| 48    | 25 a 29 | 16    |
| 16    | 20 a 24 | 16    |
| 56    | 15 a 19 | 44    |
| 64    | 10 a 14 | 68    |
| 68    | 5 a 9   | 44    |
| 44    | 0 a 4   | 28    |

## Economia
El 2007 la població en edat de treballar era de 1.110 persones, 800 eren actives i 310 eren inactives. De les 800 persones actives 739 estaven ocupades (421 homes i 318 dones) i 61 estaven aturades (26 homes i 35 dones). De les 310 persones inactives 95 estaven jubilades, 111 estaven estudiant i 104 estaven classificades com a «altres inactius».

### Ingressos
El 2009 a Malataverne hi havia 640 unitats fiscals que integraven 1.773 persones, la mediana anual d'ingressos fiscals per persona era de 19.742 €.

### Activitats econòmiques
Dels 120 establiments que hi havia el 2007, 1 era d'una empresa extractiva, 1 d'una empresa alimentària, 3 d'empreses de fabricació de material elèctric, 1 d'una empresa de fabricació d'elements pel transport, 11 d'empreses de fabricació d'altres productes industrials, 23 d'empreses de construcció, 32 d'empreses de comerç i reparació d'automòbils, 9 d'empreses de transport, 5 d'empreses d'hostatgeria i restauració, 3 d'empreses financeres, 3 d'empreses immobiliàries, 12 d'empreses de serveis, 11 d'entitats de l'administració pública i 5 d'empreses classificades com a «altres activitats de serveis».
Dels 35 establiments de servei als particulars que hi havia el 2009, 1 era una oficina de correu, 7 tallers de reparació d'automòbils i de material agrícola, 1 autoescola, 6 paletes, 2 guixaires pintors, 4 fusteries, 3 lampisteries, 3 electricistes, 1 empresa de construcció, 2 perruqueries, 3 restaurants, 1 agència immobiliària i 1 saló de bellesa.
Dels 3 establiments comercials que hi havia el 2009, 1 era una botiga de menys de 120 m², 1 una fleca i 1 una botiga de material esportiu.
L'any 2000 a Malataverne hi havia 15 explotacions agrícoles que ocupaven un total de 204 hectàrees.

## Equipaments sanitaris i escolars
El 2009 hi havia una escola elemental.

## Poblacions més properes
El següent diagrama mostra les poblacions més properes.